# سوفی مانک
سوفی چارلین آکلند مانک (به انگلیسی: Sophie Charlene Akland Monk) (زاده ۱۴ دسامبر ۱۹۷۹) یک خواننده، ترانه‌سرا، بازیگر و مدل انگلیسی تبار استرالیایی است. او یکی از اعضای گروه موسیقی پاپ زنانه باردو بود که با عرضه آلبومی با نام دختر سالنما (به انگلیسی: Calendar Girl)، زندگی حرفه‌ای تک‌نفره‌اش را پایه گذاشت. مانک از سال ۲۰۰۴، فعالیت در سینما را نیز تجربه کرد و از ۲۰۰۶ به صورت جدی‌تر بازیگری را در هالیوود ادامه داد.

## زندگی و حرفه
سوفی مانک در انگلستان به دنیا آمد، اما خانواده‌اش به گلد کاست در کوئینزلند استرالیا مهاجرت کردند. مانک تمرین برای موسیقی کلاسیک و پاپ را از سن هشت سالگی آغاز کرد.
او موسیقی را به صورت حرفه‌ای از سال ۱۹۹۹ شروع کرد، هنگامی که به توصیه مادرش به یک آگهی که از دختران استعداد آوازخوانی و رقص دعوت می‌کرد، پاسخ داد. این آگهی مربوط به یک مجموعه تلویزیونی استرالیایی به نام پاپ‌استارز بود. یک تله‌شوی استعدادیابی که به‌منظور تشکیل یک گروه دخترانه جدید اجرا می‌شد. او پس از گذراندن چندین دوره آموزشی خوانندگی و رقاصی، به‌عنوان یکی از اعضای گروه موسیقی باردو برگزیده شد. این گروه پس از چند سال فعالیت در مه ۲۰۰۲ منحل شد. مانک همکاری با بنجی مادن را از سال ۲۰۰۶ آغاز کرد، اما در ژانویه ۲۰۰۸ رسانه‌ها از پایان همکاری‌شان خبر دادند.
سوفی مانک ورود به دنیای سینما را با ایفای نقش مریلین مونرو در تله‌فیلم پرخرج «راز ناتالی وود» در سال ۲۰۰۴ تجربه کرد. او همچنین در همان سال در ویدئوکلیپ همیشه (Always) برای گروه راک بلینک-۱۸۲ حضور یافت. او تاکنون در بیش از ۱۰ فیلم و ۲ برنامه تلویزیونی به‌عنوان بازیگر ظاهر شده‌است.
او در فیلم سکس و مرگ ۱۰۱ بازی کرده است.